# Giada Borghesi
Pour les articles homonymes, voir Borghesi.
Giada Borghesi, née le 27 novembre 2002 à Cles, est une coureuse cycliste italienne. Elle pratique le cyclisme sur route et le cyclo-cross.

## Biographie

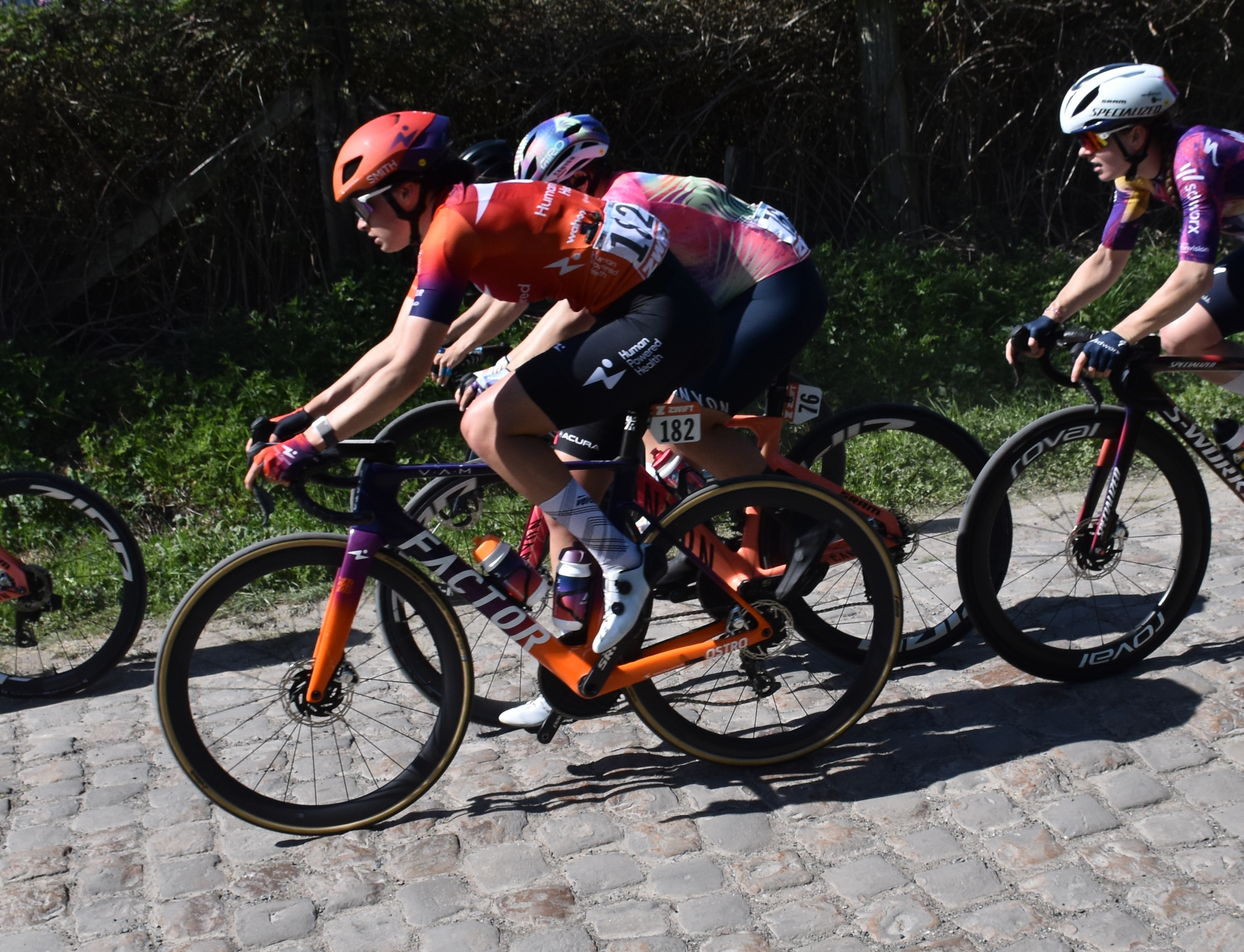
Giada Borghesi # 182
Paris-Roubaix 2025.

Giada Borghesi est originaire de Cles, dans le nord de l'Italie. Elle pratique des sports comme le tennis et l'athlétisme, mais se distingue ensuite en cyclisme, notamment en cyclo-cross, puis en gravel. Sa sœur Letizia est également une cycliste professionnelle.
En 2021, à 19 ans, elle signe avec l'équipe continentale italienne Aromitalia-Basso Bikes-Vaiano, mais abandonne les 4 courses sur route dont elle prend le départ. Elle retourne reprendre confiance sur les cyclo-cross lors de l'hiver 2022-2023 et décroche plusieurs tops 10 sur des courses en Italie. Lors de la saison 2023,  elle s'illustre sur les courses gravel, terminant notamment septième du championnat d'Europe et douzième du championnat du monde. Lors de la saison de cyclo-cross 2023-2024, elle termine troisième du cyclo-cross internazional de Florence, puis deuxième du championnat d'Italie de cyclo-cross espoirs. Au niveau international, elle se classe dixième du championnat d'Europe de cyclo-cross espoirs.
En février 2024, elle retente sa chance sur route, en rejoignant l'équipe continentale italienne BTC City Ljubljana Zhiraf Ambedo. Elle obtient plusieurs tops 10 sur les manches de la Coupe de France - quatrième du Grand Prix de Chambéry et de La Classique Morbihan, ainsi que sixième du Grand Prix du Morbihan et de l'Alpes Grésivaudan Classic - ce qui lui permet de remporter le classement général. Elle est également lauréate de la première étape du Giro Mediterraneo Rosa, où elle se classe troisième du général. Grâce à son bon début de saison, elle rejoint le 2 juillet 2024 l'équipe World Tour Human Powered Health, ce qui lui permet de prendre le départ de son premier Tour d'Italie. Le 20 octobre, à l'issue d'un sprint à deux face à Sandra Alonso, elle termine deuxième du Tour du Guangxi, son premier podium sur une course inscrite au calendrier de l’UCI World Tour.

## Palmarès sur route

### Par années
- 2024
  - Classement général de la Coupe de France
  - 1re étape du Giro Mediterraneo Rosa
  - 2e du Tour du Guangxi
  - 3e du Giro Mediterraneo Rosa
- 2025
  - 3e de La Classique Morbihan

### Résultats sur les grands tours

#### Tour d'Italie
2 participations
- 2024 : abandon (7e étape)
- 2025 : 84e

### Classements mondiaux
| Année                                 | 2024 |
| ------------------------------------- | ---- |
| Classement UCI                        | 65e  |
| UCI World Tour                        | 73e  |
|                                       |      |
| Légende : nc = non classéSource : UCI |      |

## Palmarès en cyclo-cross
- 2022-2023
  - 3e du championnat d'Italie de cyclo-cross espoirs
- 2023-2024
  - 2e du championnat d'Italie de cyclo-cross espoirs
  - 10e du championnat d'Europe de cyclo-cross espoirs

## Palmarès en gravel
- 2023
  - 7e du championnat d'Europe de gravel
- 2024
  -  Championne d'Italie de gravel